# Ȥ
Cette page contient des caractères spéciaux ou non latins. S’ils s’affichent mal (▯, ?, etc.), consultez la page d’aide Unicode.
Ne doit pas être confondu avec la lettre latine Z cramponné (Ⱬ ⱬ)
Ȥ (minuscule ȥ) ou Z crocheté est une lettre additionnelle qui est utilisée dans l’étude du vieux haut allemand et du moyen haut allemand. Elle n’est pas à confondre avec l’ej ‹ Ʒ, ʒ › ou le z cédille ‹ Z̧, z̧ › (tous deux parfois utilisés comme substitut), le z cramponné ‹ Ⱬ, ⱬ › ou le z hameçon palatal ‹ Ᶎ, ᶎ ›.

## Linguistique
Ȥ (ou ʒ) représente une consonne fricative apicale dans les dictionnaires et grammaires. Originellement représentée par la lettre Z, qui servait aussi à représenter une consonne affriquée alvéolaire sourde dans les manuscrits, cette lettre fut diacritée par un crochet afin de ne pas confondre les deux sons.
Dans certains manuscripts moyens haut allemands, cette consonne parfois écrite avec les digrammes ‹ sz › ou ‹ zs ›.
La phonétique exacte du son représenté n'est pas certaine ; elle s'est développée depuis le proto-germanique *t de la même façon que /f/ et /x/ se développèrent de *p et *k et fut par la suite confondue avec /s/.

## Utilisation
Le z hameçon est une variante de la lettre z, souvent utilisée sans changement de sens.

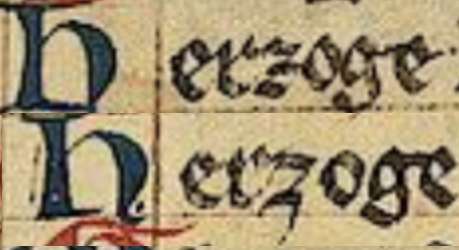
Le mot allemand ‹ Herzoge › écrit avec un z barré (autre variante stylistique de z) et avec un z hameçon indistinctement dans le Codex Manesse (1304).

### Moyen haut allemand
Karl August Hahn utilise le ȥ dans sa grammaire du moyen haut allemand publié en 1842.
Wihlelm Müller et Friedrich Zarncke utilisent le ȥ dans les 4 volumes du Mittelhochdeutsches Wörterbuch publiés à parir de 1854.

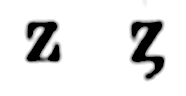
z et ȥ dans Schade 1868.
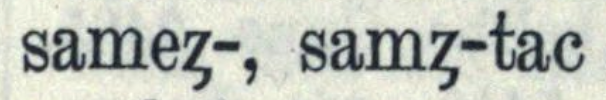
‹ sameȥ-, samȥ-tac › dans le dictionnaire de Matthias von Lexer (1876).
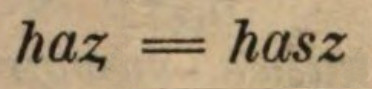
‹ haȥ = hasz › en italique dans une grammaire de Hermann Paul publiée en 1881.
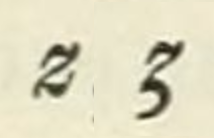
z et ȥ en italique dans l’édition de 1918 de la grammaire de Hermann Paul.

Oskar Schade utilise le ȥ dans la seconde édition de Paradigmen zur deutschen Grammatik publiée en 1868.
Albert Bachmann utilise le ȥ dans Mittelhochdeutsches Lesebuch mit Grammatik un Wörtebuch publié en 1898.
Joseph Wright distingue le ȥ, dans l’orthographe du moyen haut allemand, du ʒ qu’il utilise pour une autre consonne dans la troisième édition de A Middle High German primer publié en 1917. Il avait cependant utilisé yogh ‹ ȝ › pour ce premier dans les deux précédentes éditions de 1888 et 1898.

### Serbo-croate
Le dictionnaire serbo-croate de Đuro Daničić, Rjecnik hrvatskoga ili srpskoga jezika, publié par l’Académie yougoslave des sciences et des arts de 1880 à 1976 a initialement utilisé une orthographe serbo-croate faisant usage de la lettre Z crocheté ‹ ȥ › par exemple pour le mot meȥan.

## Représentation informatique
Cette lettre peut être représentées avec les caractères Unicode suivants (latin étendu B) :
| formes    | représentations | chaînes de caractères | points de code | descriptions                      |
| --------- | --------------- | --------------------- | -------------- | --------------------------------- |
| capitale  | Ȥ               | Ȥ                     | U+0224         | lettre majuscule latine z crochet |
| minuscule | ȥ               | ȥ                     | U+0225         | lettre minuscule latine z crochet |

Dans la pratique les caractères du ej ‹ ʒ › sont souvent utilisés, par exemple dans les éditions numériques du Mittelhochdeutsches Wörterbuch et du Deutsches Wörterbuch.